# Gerhard Stoltenberg

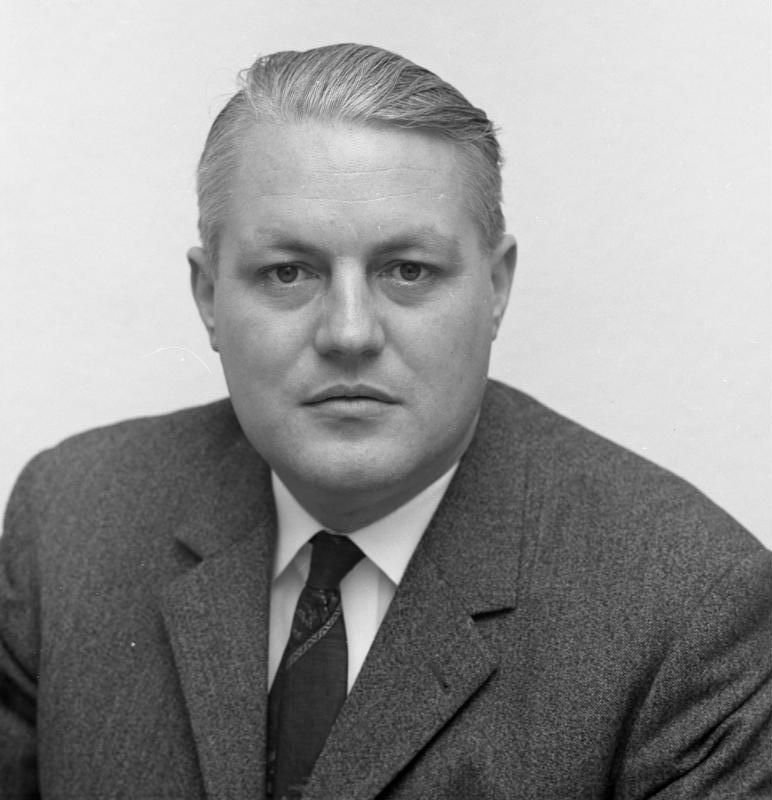
Gerhard Stoltenberg

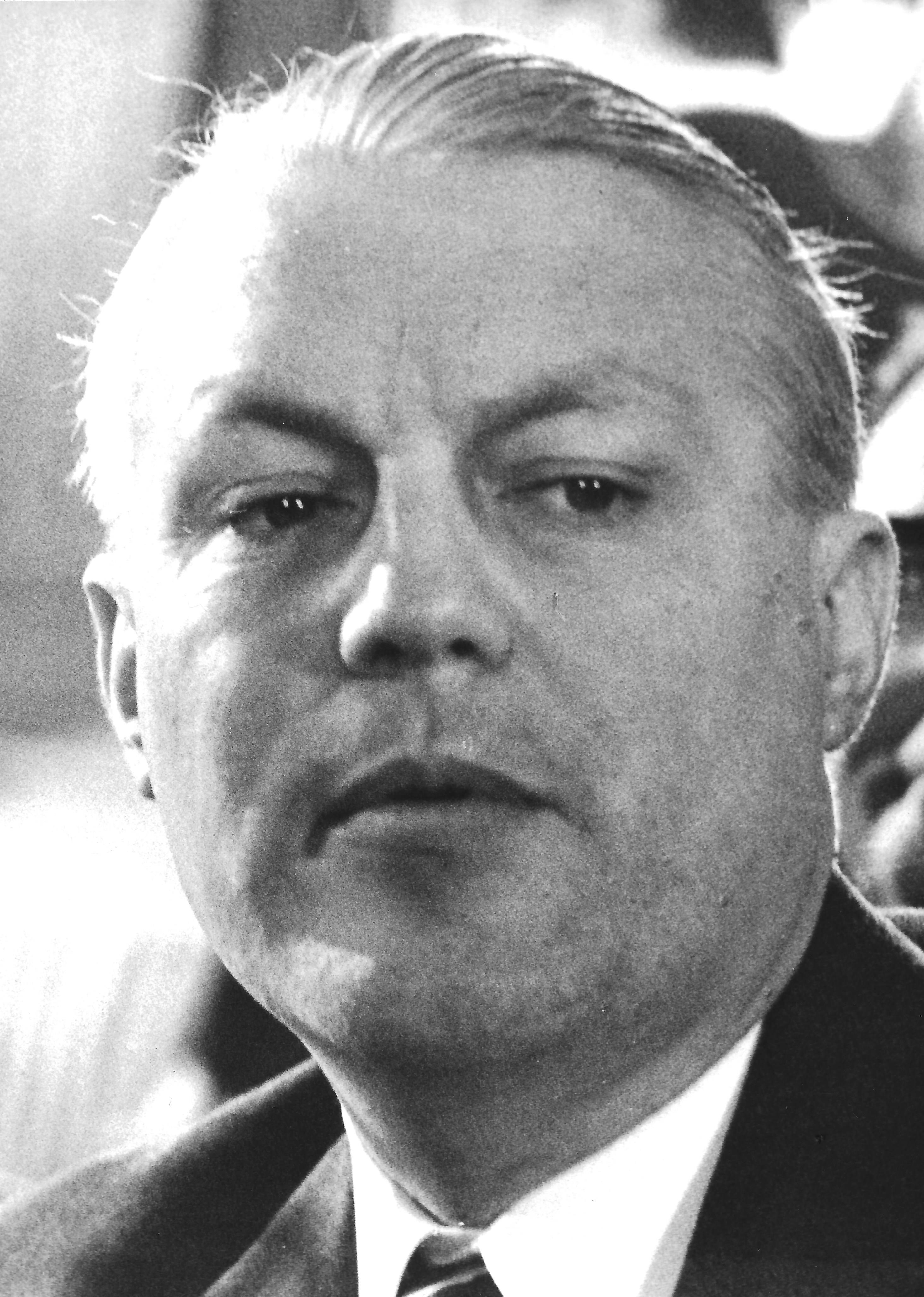
Gerhard Stoltenberg en 1971

Gerhard Stoltenberg (Kiel, 29 de  septiembre de 1928 - Bad Godesberg, 23 de noviembre de 2001) fue un político alemán del partido CDU y ministro-presidente del estado de Schleswig-Holstein desde 1971 hasta 1982. También fue presidente del Bundesrat en 1977/78. A nivel federal, fue Ministro de Investigación Científica entre 1965 y 1969, Ministro de Finanzas entre 1982 y 1989 y Ministro de Defensa entre 1989 y 1992.